# Шичахай
Шичахай (кит.: 什刹海)  — історичний район та комплекс парків у старовинній частині Пекіну (на півночі центру). Назва перекладається як «Десять земель і морів».

## Історія
За старих часів Шичахай називали Поріччя (Хеян 河沿). Історія Шичахай починається з XIII ст., коли монгольські війська захопили столицю імперії Цзінь — місто Чжунду і зруйнували імператорський палац. Хубілай назвав свою нову столицю Ханбалик (китайською Даду 大都, «Велика столиця»). За основу планування було взято існуючі тут водні артерії — озера і річки. Так склалася структура монгольської столиці, майже в центрі якого виявилося озеро Цяньхай, одна з частин Шичахая.
Вигідне становище району сприяло його швидкому економічному зростанню. В епохи Юань, Мін і Цін він залишався серцевиною міського планування і річкової системи Пекіна. Таким чином вважається, що спочатку з'явився Шичахай, а вже потім — Пекін.
У середині епохи Мін площа заливних рисових полів у Шичахай збільшилася, а площа самої водної площі зменшилася. Тому були проведені широкомасштабні іригаційні роботи, розчищено річище. У 1688 році при імператорі Кансі іригаційні роботи були проведені вдруге. Не дивлячись на своє центральне положення, в Шичахай довгий час зберігалися досить малолюдні куточки.
Після утворення КНР територію Шічахая очистили. Уздовж берега були побудовані огорожі в традиційному китайському стилі. У 1992 році уряд присвоїв Шичахай статус історико-культурного району.

## Опис
Тепер його площа становить 146,7 га. До нього прокладена лінія пекінського метро, існує відповідна станція «Шичахай». Знаходиться у районі Січен Пекіна. Охоплює місцевість з трьох озер — Цяньхай (前海 «Переднє море»), Хоухай (后海 «Заднє море») і Сіхай (西海 «Західне море»). Південніше вони з'єднуються з озером Бейхай, на берегах якого знаходиться імператорський парк Бейхай, один з найстаріших в Пекіні. Цю мальовничу місцевість характеризують як багатий водоймами Північний Китай (北方的水乡 бейфанде шуйсян).
Шичахай є північним закінченням Великого китайського каналу, величезною транспортної артерії, яка пов'язує Пекін на півночі з Ханчжоу і областю Цзяньнань на півдні.
У Шичахай завжди багатолюдно. Влітку по озерам можна кататися на човнах, взимку — по льоду на ковзанах. Уздовж берега розташувалися численні ресторани, закусочні, бари, сувенірні крамниці.
На Західній набережній Цяньхай встановлені ліхтарі в класичному китайському стилі. З метою безпеки вони захищені скляними коробами. У центрі озера Цяньхай знаходиться круглий острів, на якому побудовано будівлі в класичному стилі. Потрапити туди можна тільки на човні або взимку льодом. На Східній набережній Цяньхай стоїть старовинний даоський храм Хошень-мяо, присвячений божеству Вогню.
Біля південного краю району Шичахай встановлено арку-пайлоу з написом «Квартал лотосів» (荷花市坊 Хехуа Шифан). Трохи далі поєднуються озера Хоухай і Сіхай, а на північному березі озера Сіхай на кам'янистій гірці височить храм Хуейтунци, побудований в середині правління мінського імператора Юнле.

## Визначні пам'ятки
У минулому в Шичахай виникло 10 буддійських і даоських храмів і монастирів: Гуанхуа-си (广化寺, монастир безмежних перетворень), Хошень-мяо (火神庙, храм Божества вогню), Хуго-си (护国寺, монастир, що Захищає країну), Баоань-си (保安寺, монастир, що охороняє спокій), Чжен-мяо (真武庙, храм Володаря Півночі), храм Білого коня і Гуань-ді Баймагуаньді-си (白马 关帝庙), Юшен-си (佑圣寺, монастир Благословення святих), Ваньнін-си (万宁寺, монастир Десяти тисяч умиротворений), Шіху-си (石湖寺, монастир Кам'яного озера), Ваньянь-си (万严寺, монастир Десяти тисяч чеснот).
Поблизу знаходяться даоська Гуанфу-гуань (广福观, оселя Загального щастя) і буддійський монастир Дацзан-Лунхуа-си (大藏龙华寺, Велика скарбниця пагоди Лунхуан).
Тут були побудовані князівські резиденції, серед яких найбільші — резиденція князя Гуна (恭王府 Гунванфу) і резиденція князя Чуня (醇親王府 Чуньціньванфу). Гунванфу — другий за розміром після Гугуна палац Пекіна. Резиденцію князя Чуня, відому також під назвою «Північна резиденція» (北府, бейфу), нині займає уряд КНР.
Неподалік від резиденції князя Гуна знаходиться меморіальний будинок-музей китайського історика, письменника, першого президента Китайської академії наук Го Можо. Спочатку тут проживала Сун Цинлін, державний діяч, вдова Сунь Ятсена. У 1963 році вона переїхала в спеціально для неї побудований будинок в саду резиденції князя Чуня, у якому прожила до самої своєї смерті і де зараз знаходиться її будинок-музей. Го Можо оселився в її колишній резиденції.
Ще одна визначна пам'ятка Шичахай — це його вулиці і провулки (хутуни), найвідомішими з яких є Яньдай (烟袋, Люлька), Сяошибей (小石碑), Яер (鸦儿), Дацзиньси 大金丝 (Великий хутун Золотого шовку). Натепер збереглася їхня структура, яка почала складатися ще в епоху Юань. В районі збереглося чимало старовинних традиційних пекінських будівель сихеюань (двір з 4 будинками периметром). Багато жителів Шичахая живуть тут уже протягом багатьох поколінь. Цікавинкою є вежі Дзвону (钟楼) чжунлоу і Барабану (鼓楼) гулоу, які є частиною Шичахай.